# Kai Kovaljeff
Kai Kristian Kovaljeff, född 8 augusti 1985 i Tammerfors, är en finsk utövare i nordisk kombination och backhoppning som tävlar för Lieksan Hiihtoseura.

## Karriär
Kai Kovaljeff började idrottskarriären som kombinertåkare och har deltagit i B-världscupen och i junior-VM. I B-världscupen i nordisk kombination 2001, på hemmaplan i Vuokatti, blev Kovaljeff nummer 64. Det dröjde två år innan han igen tävlade internationellt. I säsongen 2004/2005 tävlade han genom hela säsongen. Bästa placering blev nummer 28 i sprinten i Vuotkatti 2005. I junior-VM i Stryn blev Kovaljeff nummer 34 i sprinten og tog en fjärdeplats tillsammans med sina lagkompisar i stafetten. 
Efter 2005 blev Kovaljeff backhoppare och deltog ifrån 2007 i FIS-tävlingarna Kontinentalcupen och Sommar-Grand-Prix.
I Zakopane 16 januari 2009 deltog Kovaljeff första gången i världscupen i backhoppning och blev nummer 21. Hans bästa resultat hittills i världscupen kom i Sapporo 31 januari 2009, då han tog sextonde platsen.